# Сходня (Опольське воєводство)
Сходня (пол. Schodnia, нім. Schodnia) — село в Польщі, у гміні Озімек Опольського повіту Опольського воєводства.
Населення — 880 осіб (2011).

## Демографія
Демографічна структура станом на 31 березня 2011 року:
|          | Загалом | Допрацездатний вік | Працездатний вік | Постпрацездатний вік |
| -------- | ------- | ------------------ | ---------------- | -------------------- |
| Чоловіки | 445     | 87                 | 305              | 53                   |
| Жінки    | 435     | 78                 | 267              | 90                   |
| Разом    | 880     | 165                | 572              | 143                  |